# ألبرت بارسونز (صحفي)
ألبرت بارسونز (بالإنجليزية: Albert Parsons)‏ هو صحفي أمريكي، ولد في 20 يونيو 1848 في مونتغومري في الولايات المتحدة، وتوفي في 11 نوفمبر 1887 في شيكاغو في الولايات المتحدة بسبب شنق.

## وصلات خارجية
- ألبرت بارسونز على موقع إن إن دي بي (الإنجليزية)